# Dodenvluchten
Het uitvoeren van dodenvluchten (Spaans: vuelos de la muerte) was een vorm van gedwongen verdwijning die werd toegepast tijdens de Argentijnse dictatuur. De slachtoffers werden gedrogeerd en vanuit een vliegtuig of helikopter in de Río de la Plata of de Atlantische Oceaan geworpen. Volgens een verklaring van Adolfo Scilingo, een marineofficier die voor zijn daden tijdens de dictatuur tot dertig jaar cel is veroordeeld, vonden er tussen 1977 en 1978 ongeveer 200 van dat soort vluchten plaats, waarmee duizenden mensen vermoord werden.
De Argentijns-Nederlandse voormalige Transavia-piloot Julio Poch werd op 22 september 2009 vastgezet op verdenking van betrokkenheid bij de dodenvluchten. Op 29 november 2017 werd hij vrijgesproken na acht jaar in voorarrest te hebben gezeten. De familieleden en nabestaanden reageerden teleurgesteld op de uitspraak.